# Julia de Nunez
Ne doit pas être confondu avec Julia de Funès.
Julia de Nunez, née le 17 mai 2000, est une actrice franco-argentine.
Elle est principalement connue pour avoir incarné Brigitte Bardot dans la série télévisée française Bardot.
En juin 2023, elle est lauréate de la Nymphe d'or du meilleur espoir international de la 62e édition du Festival de télévision de Monte-Carlo.

## Biographie

### Jeunesse et formation
Julia de Nunez naît en 2000 d'un père argentin et d'une mère française,.
Elle grandit à Paris. Durant son enfance, elle monte des spectacles avec sa cousine, puis, à l'adolescence, elle anime une radio amateur. Au lycée, quand elle avait 16 ans, ses camarades la surnommaient déjà Brigitte Bardot et lui offraient des posters de l'actrice,.
Après son baccalauréat et une année d'études en lettres décevante, Julia de Nunez décide de se lancer dans le théâtre et le cinéma,.
Elle suit une formation à l'école d'art dramatique privée Périmony - cette école a été fondée à Paris durant les années 1960 par Jean Périmony qui a notamment vu passer des comédiennes et des comédiens tels que Fanny Ardant, Sabine Azéma, Marlène Jobert, Camille Cottin et François Cluzet - elle en sort diplômée en 2021,,,,,,,.

### Carrière
En 2022, Julia de Nunez est choisie pour incarner Brigitte Bardot dans une mini-série télévisée de 6 épisodes écrite et réalisée par Danièle Thompson et son fils Christopher. La série est présentée en première mondiale au Festival Séries Mania à Lille en mars 2023,,.
La production cherchait pour cette série « une actrice encore inconnue du grand public » pour tenir le rôle de Brigitte Bardot de ses 15 ans à ses 25 ans, soit de 1949 à 1959,,,,. Convaincue de répondre à un casting pour un court-métrage étudiant, Julia, qui était alors encore élève à l'école Périmony, raconte qu'elle a passé sans aucune pression ce qui était le premier casting de sa vie.
Jusque fin mai 2022, la production garde secrète l'identité de celle qui incarnera BB à l'écran, et, le 13 juin 2022, France 2 dévoile enfin une photo de celle qui incarne le rôle-titre, un cliché que la presse estime « à couper le souffle tant la ressemblance est frappante », bluffante voire troublante,, avec ses cheveux blonds, ses yeux azur et ses lèvres charnues.
Danièle Thompson, qui coréalise les six épisodes avec son fils Christopher, se souvient que, parmi les dizaines de comédiennes auditionnées pour le rôle, Julia s'est imposée immédiatement par sa grâce, sa photogénie et son instinct du jeu : « Pour incarner Brigitte Bardot, de ses 15 à ses 26 ans, nous recherchions une actrice capable d'illustrer son évolution, c'est-à-dire une adolescente mignonne se muant soudainement en femme fatale d'un genre inédit ». Elle qualifie l'actrice de « créature de rêve avec de la personnalité »,.
Julia de Nunez confie à Marion Géliot du magazine de mode Madame Figaro : « Je me suis beaucoup investie dans cette aventure, et il est arrivé un moment où je ne parvenais plus à prendre du recul. En faisant exister les émotions de Bardot, elles devenaient sincères ».

## Filmographie

### Télévision

#### Séries télévisées
- 2023 : Bardot, mini-série de Danièle et Christopher Thompson : Brigitte Bardot

### Cinéma
Longs métrages
- 2024 : La Réparation de Régis Wargnier : Clara Jankovski
- Prochainement : Héro(s) de Élie Chouraqui

## Distinctions
- Nymphe d'or du meilleur espoir international de la 62e édition du Festival de télévision de Monte-Carlo (juin 2023)[23]